# Кустуж
Кусту́ж (фр. Coustouge) — коммуна во Франции, находится в регионе Лангедок — Руссильон. Департамент коммуны — Од. Входит в состав кантона Дюрбан-Корбьер. Округ коммуны — Нарбонна.
Код INSEE коммуны — 11110.

## Население
Население коммуны на 2008 год составляло 87 человек.
| 1962 | 1968 | 1975 | 1982 | 1990 | 1999 | 2008 |
| ---- | ---- | ---- | ---- | ---- | ---- | ---- |
| 107  | 128  | 105  | 101  | 76   | 73   | 87   |

## Экономика
В 2007 году среди 56 человек в трудоспособном возрасте (15—64 лет) 37 были экономически активными, 19 — неактивными (показатель активности — 66,1 %, в 1999 году было 66,7 %). Из 37 активных работали 26 человек (18 мужчин и 8 женщин), безработных было 11 (5 мужчин и 6 женщин). Среди 19 неактивных 2 человека были учениками или студентами, 8 — пенсионерами, 9 были неактивными по другим причинам.